# Liste der Staatsoberhäupter 1919
Übersicht
◄◄ | ◄ | 1915 | 1916 | 1917 | 1918 | Liste der Staatsoberhäupter 1919 | 1920 | 1921 | 1922 | 1923 | ► | ►►

Weitere Ereignisse

## Afrika
- Ägypten (1914–1936 britisches Protektorat)
  - Staatsoberhaupt: Sultan Fu'ād I. (1917–1936) (ab 1922 König)
  - Regierungschef:
    - Ministerpräsident Hussein Rushdi Pascha (1914–12. April 1919)
    - Ministerpräsident Muhammad Said Pascha (1910–1914, 21. Mai 1919–19. November 1919)
    - Ministerpräsident Yusuf Wahba Pascha (19. November 1919–1920)

  - Britischer Hochkommissar:
    - Reginald Wingate (1917–7. Oktober 1919)
    - Edmund Allenby, 1. Viscount Allenby (7. Oktober 1919–1925)

- Äthiopien
  - Staats- und Regierungschef: Kaiserin Zauditu (1916–1930)
    - Regent: Ras Tafari Makonnen (1916–1930) (1930–1974 Kaiser)

- Liberia
  - Staats- und Regierungschef: Präsident Daniel E. Howard (1912–1920)

- Südafrika
  - Staatsoberhaupt: König Georg V. (1910–1936)
    - Generalgouverneur: Sydney Buxton, 1. Viscount Buxton (1914–1920)

  - Regierungschef:
    - Ministerpräsident Louis Botha (1910–27. August 1919) (1907–1910 Ministerpräsident von Transvaal)
    - Ministerpräsident Jan Christiaan Smuts (3. September 1919–1924, 1939–1948)

## Amerika

### Nordamerika
- Kanada
  - Staatsoberhaupt: König Georg V. (1910–1936)
    - Generalgouverneur: Victor Cavendish, 9. Duke of Devonshire (1916–1921)

  - Regierungschef: Premierminister Robert Borden (1911–1920)

- Mexiko
  - Staats- und Regierungschef: Präsident Venustiano Carranza (1914, 1915–1920)

- Neufundland
  - Staatsoberhaupt: König Georg V. (1910–1936)
    - Gouverneur: Charles Alexander Harris (1917–1922)

  - Regierungschef:
    - Premierminister William Frederick Lloyd (1917–22. Mai 1919) (bis 1918 kommissarisch)
      - Premierminister Michael Patrick Cashin (22. Mai–17. November 1919)
      - Premierminister Richard Squires (17. November 1919–1923, 1928–1932)

- Vereinigte Staaten von Amerika
  - Staats- und Regierungschef: Präsident Woodrow Wilson (1913–1921)

### Mittelamerika
- Costa Rica
  - Staats- und Regierungschef:
    - Präsident Federico Alberto Tinoco Granados (1917–20. August 1919)
    - Präsident Juan Bautista Quirós Segura (20. August 1919–2. September 1919) (kommissarisch)
    - Präsident Francisco Aguilar Barquero (2. September 1919–1920) (kommissarisch)

- Dominikanische Republik (1916–1924 von den USA besetzt)
  - Staats- und Regierungschef:
    - Militärgouverneur Ben H. Fuller (1918–25. Februar 1919)
    - Militärgouverneur Thomas Snowden (25. Februar 1919–1921)

- El Salvador
  - Staats- und Regierungschef:
    - Präsident Alfonso Quiñónez Molina (1914–1915, 1918–1. März 1919, 1923–1927)
    - Präsident Jorge Meléndez Ramírez (1. März 1919–1923)

- Guatemala
  - Staats- und Regierungschef: Präsident Manuel José Estrada Cabrera (1898–1920)

- Haiti (1915–1934 von den USA besetzt)
  - Staats- und Regierungschef: Präsident Philippe Sudré Dartiguenave (1915–1922)

- Honduras
  - Staats- und Regierungschef:
    - Präsident Francisco Bertrand (1911–1912, 1913–9. September 1919)
    - Präsident Salvador Aguirre (9. September 1919–16. September 1919) (kommissarisch)
    - Präsident Vicente Mejía Colindres (16. September 1919–5. Oktober 1919, 1929–1933) (kommissarisch)
    - Präsident Francisco Bográn (5. Oktober 1919–1920) (kommissarisch)

- Kuba
  - Staats- und Regierungschef: Präsident Mario García Menocal (1913–1921)

- Nicaragua
  - Staats- und Regierungschef: Präsident Emiliano Chamorro Vargas (1917–1921, 1926–1929)

- Panama
  - Staats- und Regierungschef: Präsident Belisario Porras Barahona (1912–1916, 1918–1920, 1920–1924)

### Südamerika
- Argentinien
  - Staats- und Regierungschef: Präsident Hipólito Yrigoyen (1916–1922, 1928–1930)

- Bolivien
  - Staats- und Regierungschef: Präsident José Gutiérrez Guerra (1917–1920)

- Brasilien
  - Staats- und Regierungschef:
    - Präsident Delfim Moreira da Costa Ribeiro (1918–28. Juli 1919) (kommissarisch)
    - Präsident Epitácio Lindolfo da Silva Pessoa (28. Juli 1919–1922)

- Chile
  - Staats- und Regierungschef: Präsident Juan Luis Sanfuentes (1915–1920)

- Ecuador
  - Staats- und Regierungschef: Präsident Alfredo Baquerizo Moreno (1912, 1916–1920, 1931–1932)

- Kolumbien
  - Staats- und Regierungschef: Präsident Marco Fidel Suárez (1918–1922)

- Paraguay
  - Staats- und Regierungschef:
    - Präsident Manuel Franco (1916–5. Juni 1919)
    - Präsident José Pedro Montero (5. Juni 1919–1920) (kommissarisch)

- Peru
  - Staatsoberhaupt:
    - Präsident José Pardo y Barreda (1904–1908, 1915–4. Juli 1919) (1903–1904 Ministerpräsident)
    - Präsident Augusto B. Leguía y Salcedo (1908–1912, 4. Juli 1919–1930) (1904–1907 Ministerpräsident)

  - Regierungschef:
    - Ministerpräsident Germán Arenas Zuñiga (1918–26. April 1919, 1931–1932)
    - Ministerpräsident Germán Leguía y Martínez Jakeway (26. April 1919–1922)

- Uruguay
  - Staats- und Regierungschef:
    - Präsident Feliciano Viera (1915–1. März 1919)
    - Präsident Baltasar Brum (1. März 1919–1923)

- Venezuela
  - Staats- und Regierungschef: Präsident Victorino Márquez Bustillos (1914–1922) (kommissarisch)

## Asien

### Ost-, Süd- und Südostasien
- Bhutan
  - Herrscher: König Ugyen Wangchuk (1907–1926)

- China
  - Staatsoberhaupt: Präsident Xu Shichang (1918–1922)
  - Regierungschef:
    - Premier des Staatsrats Qian Nengxun (1918–13. Juni 1919)
    - Premier des Staatsrats Gong Xinzhan (13. Juni–24. September 1919)
    - Premier des Staatsrats Jin Yunpeng (24. September 1919–1920, bis 5. November amtierend)

- Britisch-Indien
  - Kaiser: Georg V. (1910–1936)
  - Vizekönig: Frederic Thesiger (1916–1921)

- Japan
  - Staatsoberhaupt: Kaiser Yoshihito (1912–1926)
  - Regierungschef: Premierminister Hara Takashi (1918–1921)

- Nepal
  - Staatsoberhaupt: König Tribhuvan (1911–1955)
  - Regierungschef: Ministerpräsident Chandra Shamsher Jang Bahadur Rana (1901–1929)

- Siam (heute: Thailand)
  - Herrscher: König Vajiravudh (1910–1925)

### Vorderasien
- Aserbaidschan (Demokratische Republik, umstritten)
  - Staatsoberhaupt: Präsident Məhəmməd Əmin Rəsulzadə (1918–1920)
  - Regierungschef: Ministerpräsident Fätälikhan Hoylu (1918–1920)

- Persien (heute: Iran)
  - Staatsoberhaupt: Schah Ahmad Schah Kadschar (1909–1925)
  - Regierungschef: Ministerpräsident Hassan Vosough al Dowleh (1918–1920)

- Georgien (umstritten)
  - Regierungschef: Ministerpräsident Noe Schordania (1918–1921)

- Jemen
  - Herrscher: Iman Yahya bin Muhammad (1918–1948)

### Zentralasien
- Afghanistan
  - Herrscher:
    - Emir Habibullah Khan (1901–20. Februar 1919)
    - Emir Nasrullah Khan (20. Februar–28. Februar 1919)
    - Emir Amanullah Khan (28. Februar 1919–1929)

- Mongolei (umstritten)
  - Staatsoberhaupt: Bogd Khan (1911–1924)
  - Regierungschef: Ministerpräsident Sain Nojon Khan Shirindambyn Namnansüren (1912–April 1919)

- Tibet (umstritten)
  - Herrscher: Dalai Lama Thubten Gyatso (1913–1933)

## Australien und Ozeanien
- Australien
  - Staatsoberhaupt: König Georg V. (1910–1936)
  - Generalgouverneur: Ronald Munro-Ferguson (1914–1920)
  - Regierungschef: Premierminister Billy Hughes (1915–1923)

- Neuseeland
  - Staatsoberhaupt: König Georg V. (1910–1936)
  - Generalgouverneur: Earl Arthur Foljambe (1912–1920)
  - Regierungschef: Premierminister William Massey (1912–1925)

## Europa
- Albanien
  - Staats- und Regierungschef: Vorsitzender der provisorischen Regierung Turhan Pascha Përmeti (1918–1920) (1914 Ministerpräsident)

- Andorra
  - Co-Fürsten:
    - Staatspräsident von Frankreich: Raymond Poincaré (1913–1920)
    - Bischof von Urgell:
      - Juan Benlloch y Vivó (1907–1919)
      - Jaume Viladrich (1919–1920) (kommissarisch)

- Belgien
  - Staatsoberhaupt: König Albert I. (1909–1934)
  - Regierungschef: Ministerpräsident Léon Delacroix (1918–1920)

- Bulgarien
  - Staatsoberhaupt: Zar Boris III. (1918–1943)
  - Regierungschef:
    - Ministerpräsident Teodor Teodorow (1918–6. Oktober 1919)
    - Ministerpräsident Aleksandar Stambolijski (7. Oktober 1919–1923)

- Dänemark
  - Staatsoberhaupt: König Christian X. (1912–1947) (1918–1944 König von Island)
  - Regierungschef: Ministerpräsident Carl Theodor Zahle (1909–1910, 1913–1920)

- Deutsches Reich
  - Staatsoberhaupt: Reichspräsident Friedrich Ebert (11. Februar 1919–1925)
  - Regierungschef:
    - Vorsitzende des Rats der Volksbeauftragten Friedrich Ebert, Hugo Haase (1918–13. Februar 1919)
    - Reichsministerpräsident Philipp Scheidemann (13. Februar–20. Juni 1919)
    - Reichsministerpräsident Gustav Bauer (21. Juni 1919–1920, ab 14. August Reichskanzler)

- Deutschösterreich/Österreich (Namensänderung am 21. Oktober)
  - Staatsoberhaupt: Präsident des Staatsrats-Direktoriums Karl Seitz (1918–1920)
  - Regierungschef: Staatskanzler Karl Renner (1918–1920)

- Estland
  - Regierungschef:
    - Ministerpräsident Konstantin Päts (1918–9. Mai 1919, 1934–1937) (1921–1922, 1923–1924, 1931–1932, 1932–1933, 1933–1940 Staatsältester)
    - Ministerpräsident Otto Strandman (9. Mai 1919–18. November 1919)
    - Ministerpräsident Jaan Tõnisson (18. November 1919–1920, 1920) (1927–1928, 1933 Staatsältester)

- Finnland
  - Staatsoberhaupt: Präsident Kaarlo Juho Ståhlberg (27. Juli 1919–1925)
  - Regierungschef:
    - Ministerpräsident Lauri Ingman (1918–17. April 1919, 1924–1925)
    - Ministerpräsident Kaarlo Castrén (17. April 1919–15. August 1919)
    - Ministerpräsident Juho Vennola (15. August 1919–1920, 1921–1922, 1931)

- Frankreich
  - Staatsoberhaupt: Präsident Raymond Poincaré (1913–1920) (1912–1913, 1922–1924, 1926–1929 Präsident des Ministerrats)
  - Regierungschef: Präsident des Ministerrats Georges Clemenceau (1906–1909, 1917–1920)

- Griechenland
  - Staatsoberhaupt: König Alexander (1917–1920)
  - Regierungschef: Ministerpräsident Eleftherios Venizelos (1910–1915, 1915, 1916–1917, 1917–1920, 1924, 1928–1932, 1932, 1933)

- Italien
  - Staatsoberhaupt: König Viktor Emanuel III. (1900–1946)
  - Regierungschef:
    - Ministerpräsident Vittorio Emanuele Orlando (1917–23. Juni 1919)
    - Ministerpräsident Francesco Saverio Nitti (23. Juni 1919–1920)

- Königreich der Serben, Kroaten und Slowenen (später Jugoslawien)
  - Staatsoberhaupt: König Peter I. (1918–1921)
  - Regierungschef:
    - Ministerpräsident Stojan Protić (1918–16. August 1919, 1920)
    - Ministerpräsident Ljubomir Davidović (16. August 1919–1920)

- Lettland
  - Staatsoberhaupt: Vorsitzender des lettischen Volksrats Jānis Čakste (1918–1925, 1925–1927)
  - Regierungschef:
    - Ministerpräsident Kārlis Ulmanis (1918–26. April 1919, 1919–1921, 1925–1926, 1931, 1934–1940) (1936–1940 Präsident)
    - Ministerpräsident Oskars Borkovskis (21. April 1919–26. April 1919) (kommissarisch)
    - Ministerpräsident Andrievs Niedra (26. April 1919–28. Juni 1919)
    - Ministerpräsident Kārlis Ulmanis (1918–1919, 14. Juli 1919–1921, 1926–1926, 1931, 1934–1940) (1936–1940 Präsident)

- Liechtenstein
  - Herrscher: Fürst Johann II. (1858–1929)

- Litauen
  - Staatsoberhaupt: Präsident Antanas Smetona (1918–1920, 1926–1940) (bis 4. April 1919 Vorsitzender des Präsidiums des litauischen Nationalrats)
  - Regierungschef:
    - Ministerpräsident Mykolas Sleževičius (1918–12. März 1919, 1919, 1926)
    - Ministerpräsident Pranas Dovydaitis (12. März–12. April 1919)
    - Ministerpräsident Mykolas Sleževičius (1919, 12. April–6. Oktober 1919, 1926)
    - Ministerpräsident Ernestas Galvanauskas (7. Oktober 1919–1920, 1922–1924)

- Luxemburg
  - Staatsoberhaupt:
    - Großherzogin Maria-Adelheid (1912–15. Januar 1919)
    - Großherzogin Charlotte (15. Januar 1919–1964) (1940–1945 im Exil)

  - Regierungschef: Staatsminister Émile Reuter (1918–1925)

- Monaco
  - Staatsoberhaupt: Fürst: Albert I. (1889–1922)
  - Regierungschef:
    - Staatsminister Georges Jaloustre (1918–Februar 1919)
    - Staatsminister Raymond Le Bourdon (19. Februar 1919–1923)

- Neutral-Moresnet (1918–1920 unter belgischer Verwaltung)
  - Staatsoberhaupt: König von Belgien Albert I. (1909–1915, 1918–1920)
    - Kommissar: Fernand Bleyfuesz (1889–1915, 1918–1920)

  - Bürgermeister: Pierre Grignard (1918–1920)

- Niederlande
  - Staatsoberhaupt: Königin Wilhelmina (1890–1948) (1940–1945 im Exil)
  - Regierungschef: Ministerpräsident Charles Ruijs de Beerenbrouck (1918–1925, 1929–1933)

- Norwegen
  - Staatsoberhaupt: König Haakon VII. (1906–1957) (1940–1945 im Exil)
  - Regierungschef: Ministerpräsident Gunnar Knudsen (1908–1910, 1913–1920)

- Osmanisches Reich (heute: Türkei)
  - Herrscher: Sultan Mehmed VI. (1918–1922)
  - Regierungschef:
    - Großwesir Ahmed Tevfik Pascha (1918–10. März 1919)
    - Großwesir Damat Ferid Pascha (10. März 1919–4. Oktober 1919, 1920)
    - Großwesir Ali Rıza Pascha (6. Oktober 1919–1920)

- Polen
  - Staatsoberhaupt:
    - Präsident Józef Piłsudski (1918–1922)

  - Regierungschef:
    - Ministerpräsident Jędrzej Moraczewski (1918–16. Januar 1919)
    - Ministerpräsident Ignacy Paderewski (16. Januar–27. November 1919)
    - Ministerpräsident Leopold Skulski (13. Dezember 1919–1920)

- Portugal
  - Staatsoberhaupt:
    - Präsident João do Canto e Castro (1918–5. Oktober 1919)
    - Präsident António José de Almeida (5. Oktober 1919–1923)

  - Regierungschef:
    - Ministerpräsident General João Tamagnini de Sousa Barbosa (1918–27. Januar 1919)
    - Ministerpräsident José Carlos de Mascarenhas Relvas (27. Januar–30. März 1919)
    - Ministerpräsident Domingos Leite Pereira (30. März–30. Juni 1919)
    - General Alfredo de Sá Cardoso (30. Juni 1919–1920)

- Rumänien
  - Staatsoberhaupt: König Ferdinand I. (1914–1927)
  - Regierungschef:
    - Ministerpräsident Ion I. C. Brătianu (1918–1. Oktober 1919)
    - Ministerpräsident Artur Văitoianu (1. Oktober–9. Dezember 1919)
    - Ministerpräsident Alexandru Vaida-Voevod (9. Dezember 1919–1920)

- Russland
  - Staatsoberhaupt:
    - Vorsitzender des Gesamtrussischen Zentralexekutivkomitees Jakow Michailowitsch Swerdlow (1917–16. März 1919)
    - (amtierender Vorsitzender des Gesamtrussischen Zentralexekutivkomitees) Michail Fjodorowitsch Wladimirski (16. März–30. März 1919)
    - Vorsitzender des Gesamtrussischen Zentralexekutivkomitees Michail Iwanowitsch Kalinin (ab 30. März 1919, 30. Dezember 1922 Gründung der Sowjetunion)

  - Regierungschef: Vorsitzender des Rats der Volkskommissare Wladimir Iljitsch Lenin (1917–1924, 30. Dezember 1922 Gründung der Sowjetunion)

- San Marino
  - Capitani Reggenti:
    - Protogene Belloni (1918–1. April 1919) und Francesco Morri (1918–1. April 1919, 1924–1925, 1928–1929, 1933, 1936–1937)
    - Domenico Vicini (1. April 9119–1. Oktober 1919) und Pietro Suzzi Valli (1. April 1919–1. Oktober 1919)
    - Moro Morri (1911, 1915, 1. Oktober 1919–1920) und Francesco Pasquali (1907, 1912, 1. Oktober 1919–1920, 1928)

  - Regierungschef: Außenminister Giuliano Gozi (1918–1943)

- Schweden
  - Staatsoberhaupt: König Gustav V. (1907–1950)
  - Regierungschef: Ministerpräsident Nils Edén (1917–1920)

- Schweiz[1]
  - Bundespräsident: Gustave Ador (1919)
  - Bundesrat:
    - Eduard Müller (1895–9. November 1919)
    - Giuseppe Motta (1911–1940)
    - Camille Decoppet (1912–31. Dezember 1919)
    - Edmund Schulthess (1912–1935)
    - Felix Calonder (1913–1920)
    - Gustave Ador (1917–31. Dezember 1919)
    - Robert Haab (1918–1929)

- Spanien
  - Staatsoberhaupt: König Alfons XIII. (1886–1941)
  - Regierungschef:
    - Regierungspräsident Álvaro Figueroa Torres (1918–15. April 1919)
    - Regierungspräsident Antonio Maura Montaner (15. April–20. Juli 1919)
    - Regierungspräsident Joaquín Sánchez de Toca Calvo (20. Juli–12. Dezember 1919)
    - Regierungspräsident Manuel Allendesalazar Muñoz de Salazar (12. Dezember 1919–1920)

- Tschecho-Slowakei
  - Staatsoberhaupt: Präsident Präsident Tomáš Masaryk (1918–1935)
  - Regierungschef:
    - Ministerpräsident Karel Kramář (1918–8. Juli 1919)
    - Ministerpräsident Vlastimil Tusar (8. Juli 1919–1920)

- Ukraine (umstritten, besetzt ab August)
  - Staats- und Regierungschef:
    - Präsident Wolodymyr Wynnytschenko (1918–11. Februar 1919)
    - Präsident Symon Petljura (11. Februar 1919–1922)

- Ungarn
  - Staatsoberhaupt:
    - Präsident Graf Mihály Károlyi (1918–21. März 1919)
    - Vorsitzender des zentralen Exekutivkomitees Sándor Garbai (21. März–1. August 1919)
    - (amtierend) Ministerpräsident Gyula Peidl (1. August–6. August 1919)
    - Reichsverweser Erzherzog Joseph August (6. August–23. Oktober 1919)
    - (amtierend) Ministerpräsident István Friedrich (23. Oktober–24. November 1919)
    - (amtierend) Ministerpräsident Károly Huszár (24. November 1919–1920)

  - Regierungschef:
    - Präsident Graf Mihály Károlyi (1918–11. Januar 1919)
    - Ministerpräsident Dénes Berinkey (18. Januar–22. März 1919)
    - Vorsitzender des zentralen Exekutivkomitees Sándor Garbai (22. März–23. Juni 1919)
    - Ministerpräsident Antal Dovcsák (23. Juni–1. August 1919)
    - Ministerpräsident Gyula Peidl (1. August–6. August 1919)
    - Ministerpräsident István Friedrich (7. August–24. November 1919)
    - Ministerpräsident Károly Huszár (24. November 1919–1920)

- Vereinigtes Königreich
  - Staatsoberhaupt: König Georg V. (1910–1936)
  - Regierungschef: Premierminister Earl David Lloyd George (1916–1922)

- Weißrussische Volksrepublik (umstritten, besetzt ab August)
  - Staats- und Regierungschef:
    - Präsident Jan Sierada (1918–5. Januar 1919)
    - Vorsitzender des Rats der Volkskommissare Vincas Mickevičius-Kapsukas (27. Februar–25. August 1919)